# Good to Great Challenger
Il Good to Great Challenger è un torneo professionistico maschile di tennis giocato sulla cemento indoor facente parte dell'ATP Challenger Tour. Inaugurato nel 2023 all'impianto Good to Great Tennis Academy di Danderyd, città svedese, il torneo appartiene alla categoria Challenger 75. Il torneo è stato promosso da tre ex-tennisti svedesi, Magnus Norman, Mikael Tillström and Nicklas Kulti che sono proprietari e gestori del club in cui si svolge, coadiuvati dall'esperienza organizzativa di Christer Hult.

## Albo d'oro

### Singolare
| Anno | Campione            | Finalista         | Punteggio     |
| ---- | ------------------- | ----------------- | ------------- |
| 2023 | Maximilian Marterer | Brandon Nakashima | 2–6, 6–4, 6–3 |

### Doppio
| Anno | Campioni                 | Finalisti                                    | Punteggio           |
| ---- | ------------------------ | -------------------------------------------- | ------------------- |
| 2023 | Julian Cash Bart Stevens | Jeevan Nedunchezhiyan Vijay Sundar Prashanth | 6(7)–7, 6–4, [10–7] |